# Adolf Frankl (Maler)
Adolf Frankl (* 12. Februar 1903 in Preßburg; † 18. August 1983 in Wien) war ein österreichischer Maler und Zeichner.

## Biografie

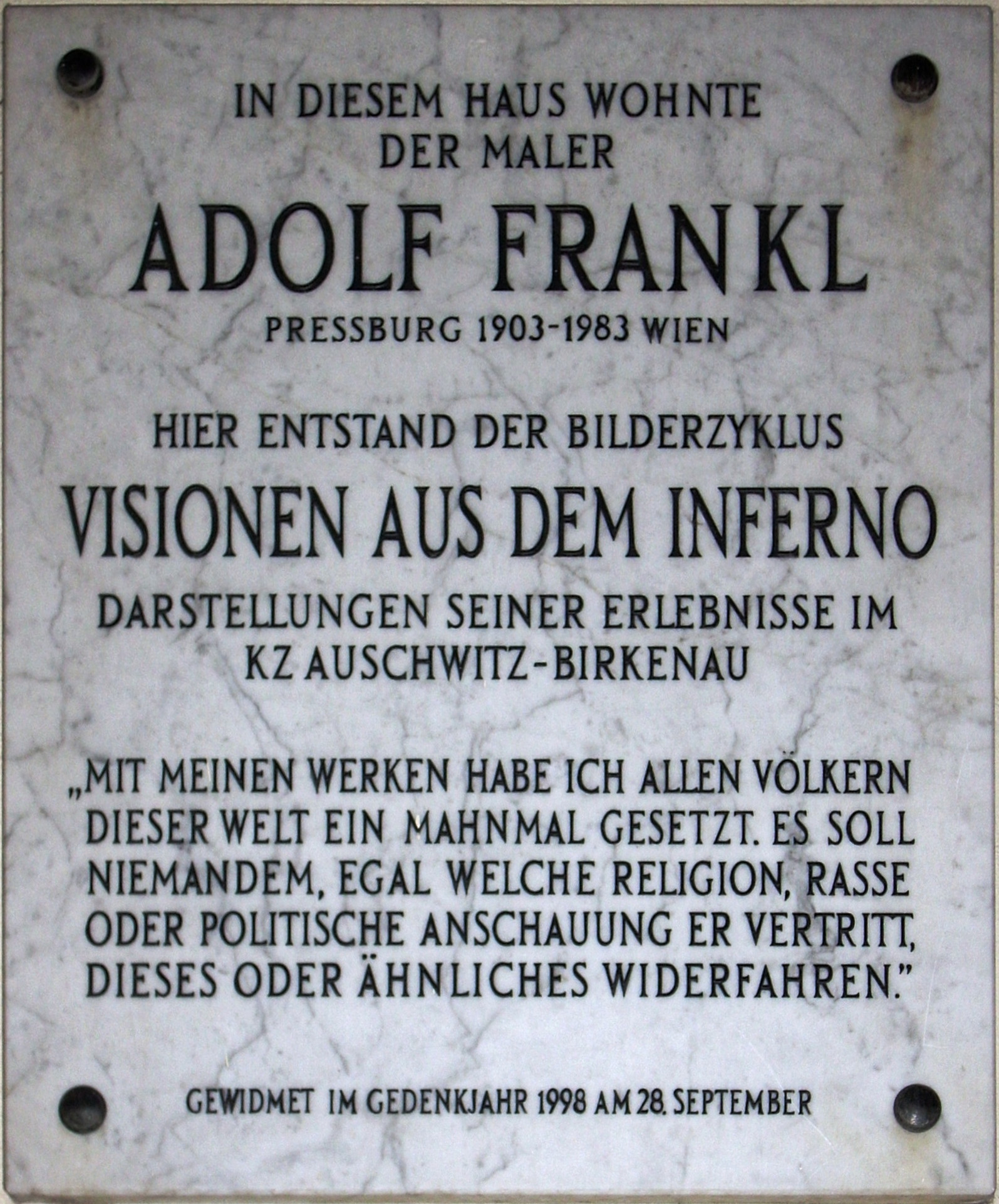
Gedenktafel in Wien

Adolf Frankl war jüdischer Herkunft. Er besuchte von 1909 bis 1921 Volksschule, Realschule und Gymnasium mit Abschluss der Reifeprüfung. Danach studierte er an der Technischen Hochschule in Brno/Brünn Kunst und Malerei bei Frantisek Reichentál und betätigte sich nebenbei als Karikaturist und als Zeichner von Werbeplakaten. Am 28. September 1944 wurde er verhaftet und zunächst in das Konzentrationslager Sered (Slowakei), dann in das Vernichtungslager Auschwitz-Birkenau deportiert. Nach der Befreiung im Jahre 1945 kehrte Adolf Frankl in seine Heimatstadt zurück. Doch nach der kommunistischen Machtübernahme in der Tschechoslowakei emigrierte er 1949 und zog mit seiner Familie nach Wien. Hier begann er zu malen, um mit seinen Werken über den Holocaust aufzuklären.

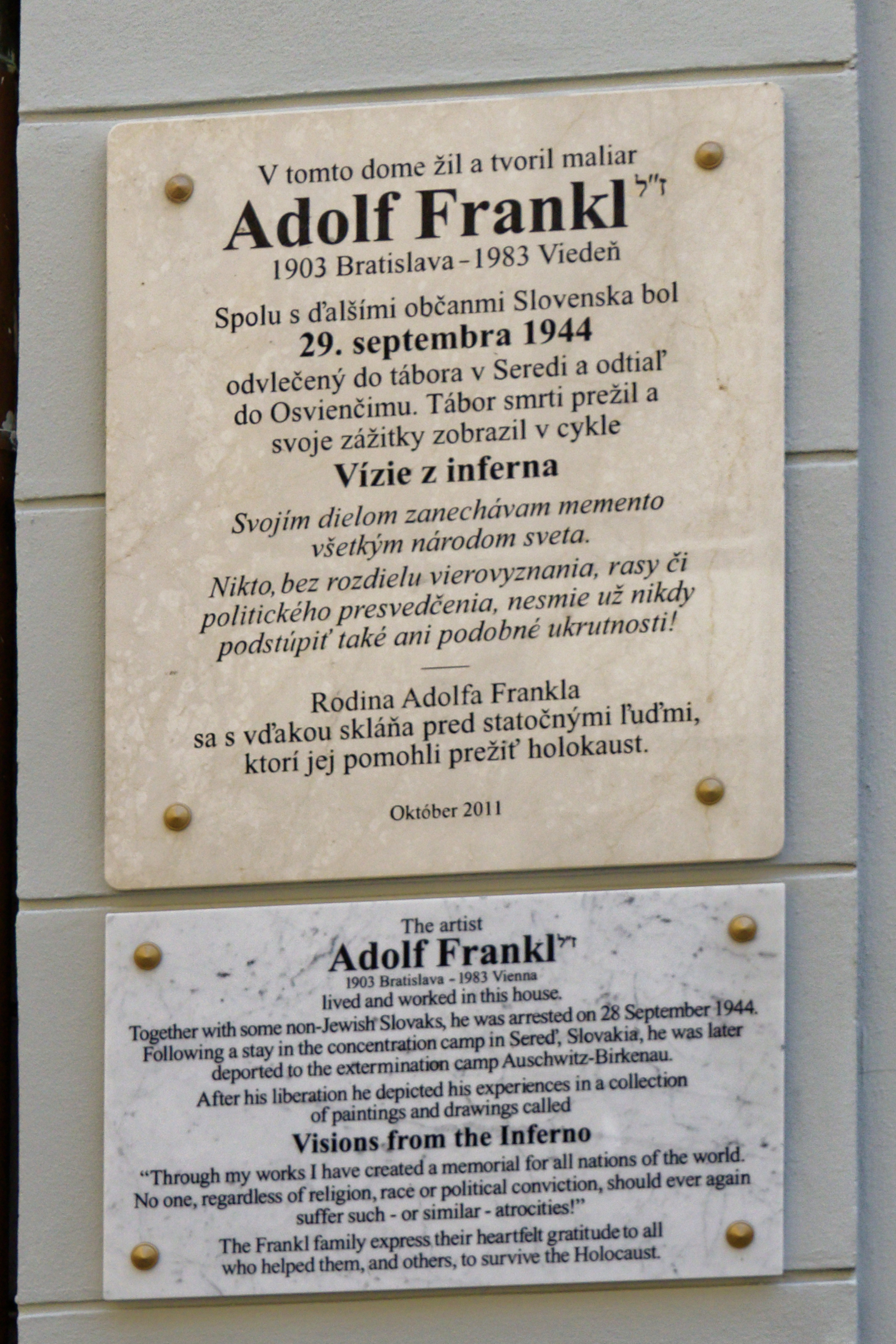
Gedenktafel in Bratislava

### 1944
- 28. September: Seine ganze Familie wird in Bratislava verhaftet.
- 29. September: Deportation in das slowakische Konzentrationslager Sered.
- 3.–4. November: Deportation in das Vernichtungslager Auschwitz-Birkenau.

### Auschwitz-Birkenau
Adolf Frankl wurde mit 41 Jahren in das Vernichtungslager Auschwitz-Birkenau deportiert. Er bekam die Tätowierungsnummer B 14395. Er hatte in dieser Zeit traumatische Erlebnisse. Diese versuchte er später in seinen Bildern zu verarbeiten. Er berichtet außerdem in seinen Schriften über die in Auschwitz erlebten Gräuel. Zum Beispiel teilte er seinen Schlafplatz mit einem zweiten Gefangenen, der nach einer Zeit starb. Aber Adolf Frankl meldete dies nicht, um dessen Essensration zu bekommen.

### 1945
- 18. Jänner: Evakuierung des Konzentrationslagers Auschwitz-Birkenau. Er überlebt in der Typhusbaracke des Konzentrationslagers Althammer | Stará Kuznia, einem Nebenlager von Auschwitz-Birkenau.
- 27. Jänner: Befreiung durch die Rote Armee im Lager Althammer
- Ende April: Rückkehr nach Bratislava. Beginn des Zyklus „Visionen aus dem Inferno – Kunst gegen das Vergessen“

### Ab 1949
Emigration mit der Familie nach Wien, Österreich. Lebt in Wien, New York und ab den 1960er Jahren in Deutschland.

### Tod 1983
Adolf Frankl stirbt am 18. August in Wien.

## Kunstwerke
Neben dem Zyklus „Visionen aus dem Inferno – Kunst gegen das Vergessen“ entstehen zwischen den Jahren 1930 und 1982 unzählige Zeichnungen, Aquarelle und Karikaturen. Die Motive für seine Arbeiten wählt er aus dem jüdischen Alltag, Kaffeehäusern, Bauernhöfen, Gerichtssälen und dem Dorotheum, dem bekannten Wiener Auktionshaus.
Mit seinen Werken über den Holocaust wollte Adolf Frankl allen Völkern dieser Welt ein Mahnmal setzten. „Es soll niemandem, egal welcher Religion oder politischen Anschauung, dieses oder Ähnliches widerfahren!“, so Frankl.
Damit diese Erinnerung an die Opfer des Holocaust nicht in Vergessenheit gerät, organisieren sein Sohn Thomas Frankl und seine Schwiegertochter Inge Ruth Frankl regelmäßig Ausstellungen. Sie eröffneten 2006 die Galerie ArtForum am Wiener Judenplatz, die im Oktober 2017 wieder schließen musste. Thomas Frankl produzierte in Koproduktion mit dem slowakischen Fernsehen STV2 über Leben und Werk seines Vaters die Dokumentation „Visionen aus dem Inferno – Kunst gegen das Vergessen“. Regie führte Peter Dimitrov.

## Nachlass
Ein Teil von Frankls schriftlichem Nachlass befindet sich heute im Deutschen Kunstarchiv im Germanischen Nationalmuseum in Nürnberg.